# Armadillosuchus
Armadillosuchus (лат., буквально — броненосный крокодил) — род вымерших крокодиломорф, живших на территории современной Бразилии. Он был описан в феврале 2009 года по ископаемым остаткам из верхнемеловых отложений штата Сан-Паулу. Длина тела составляет приблизительно 2 м, вес — 120 кг. Панцирь на его спине представлял из себя сочетание гибких полос и жёстких пластин, похожих более на панцирь броненосца, чем на пластины на спинах большинства круротарзов. Из-за его уникальной морфологии считается, что Armadillosuchus обитали на суше и, вполне вероятно, вели норный образ жизни. Название единственному виду Armadillosuchus arrudai дано в честь палеонтолога Жоау Тадеу Арруда (порт. João Tadeu Arruda).